# Gunnar Hirdman
Gustav Gunnar Hirdman, född 12 september 1888 i By socken, Kopparbergs län, död 1963, var en svensk folkbildare.
Han var son till hyttarbetaren Gustaf Jansson och Augusta Östlund. Hirdman var ursprungligen industriarbetare och kom tidigt i kontakt med Sveriges socialistiska ungdomsförbund, där han framträdde med sina revolutionära dikter. Åren 1910-11 var han elev vid Hampnäs, Manfred Björkquists folkhögskola. Vidare studerade han vid Askov, Oxford och Brookwood College i USA. Framför allt tog han intryck från de engelska och amerikanska folkbildningsambitionerna. Men han gjorde studierresor även till Frankrike, Belgien, Tyskland, Schweiz, Österrike och Ryssland. 
Efter första världskriget blev han chef för ABF i Västerås, år 1932 riksstudieledare och studierektor vid ABF:s Stockholmsavdelning. Hirdman kom därför att utöva stort inflytande på den svenska folkbildningen. Bland annat har han hävdat folkbildningens betydelse för arbetarrörelsens utveckling. 
Från 1921 var han gift med författaren Maj Hirdman, född Eriksson. De är begravda på Bromma kyrkogård. Han var farfar till Sven och Yvonne Hirdman.